# Beat generacija
Beat Generation ili Beat pokret bio je američki socijalni i književni pokret koji je počeo 1950-ih u umjetničkim krugovima San Francisca i u Greenwich Village u New Yorku. 

## Značenje pojma
Pojam Beat Generation koristio je prvi Jack Kerouac oko 1948. da bi opisao svoj društveni krug, kazavši to piscu Johnu Clellonu Holmesu (koji je objavio prvi Beat-roman Go, 1952., zajedno s manifestom u New York Times Magazinu: "This is the beat generation"). Engleski pridjev "beat" (uveo ga je Herbert Huncke) ima značenje "umoran" ili "odbačen".
Nazvati malu skupinu vrijednih umjetnika i pisaca "generacija", bila je tvrdnja da su bili reprezentativni i važni, početak jednog novog trenda, koji se može usporediti s
"Izgubljenom generacijom" iz 1920-ih. Bio je to smion potez, koji se može shvatiti i kao arogantno, aktivno reklamiranje. 
Povijest je pokazala da to nije bilo samo megalomansko razmišljanje, već pravi uvid u bit stvari; riječ je pridonijela da se stvori ono što je sama opisivala. 
Članovi Beat-generacije bili su novi boemski borci za slobodu, koji su dali izraz svom spontanom, ponekad zbrkanom kreativitetu. Djela pisaca Beat-generacije bila su kontroverzna, i u svom zagovaranju različitosti, i u svom drugačijem stilu. Direktno i indirektno su bili pod utjecajem europskih trendova filozofije egzistencijalizma.

## Povijest
Originalni književnici Beat-generacije sreli su se u New Yorku: Jack Kerouac, Allen Ginsberg, William Burroughs, (1940-ih) i kasnije (1950.) Gregory Corso. Sveučilište Columbia, gdje su se Ginsberg i Kerouac upoznali još kao studenti, bilo je mjesto sastanka. Sredinom 1950-ih, skupina ima jedan ogranak i u San Franciscu; kada se Kenneth Rexroth, Gary Snyder, Lawrence Ferlinghetti, Michael McClure, Philip Whalen i Lew Welch pridružuju pokretu.
Neka značajnija djela Beat generacije bila su Kerouacov Na cesti (On the Road), Ginsbergova poema Howl, i Burroughsov Goli ručak (Naked Lunch).
Manje kreativni članovi bili su također važni: Lucien Carr (koja je upoznala Kerouaca, Ginsberga i Burroughsa); Herbert Huncke, sitni kriminalac i ovisnik o drogama pridružuje se preko Burroughsa 1946.; Hal Chase, antropolog iz Denvera kojeg je 1947. Neal Cassady predstavio skupini. Cassadya je Kerouac napravio besmrtnim u romanu Na cesti (pod imenom "Dean Moriarty"), kao jednu divlju osobu, uvijek bez novca, vrlo nemoralnu, ali i pored toga ta osoba uživa u životu.
Neke od žena iz prvog kruga bile su npr. Joan Vollmer i Edie Parker. Njihov stan na Manhattanovoj zapadnoj strani često je služio kao mjesto okupljanja, i uglavnom je Joan Voller sudjelovala u maratonskim diskusijama s drugim članovima.
Gregory Corso je 1950. upoznao Ginsberga, koji je bio oduševljen Corsovom poezijom, koju je napisao dok je bio u zatvoru. Tijekom 1950-ih bilo je dosta kontakata s književnicima iz San Francisca. Ginsberg, Corso, Cassady i Kerouac su također svi živjeli u San Franciscu neko vrijeme. Lawrence Ferlinghetti, koji je osnovao izdavačku kuću City Lights Books 1953. s pripadajućom knjižarom, i sam je napisao surealističku zbirku poezije 1955. On je rođen u New Yorku ali je živio u San Franciscu, kao i stariji pjesnik Kenneth Rexroth, čiji stan se pretvarao u klub za diskusije o književnosti, svakog petka uvečer. Rexroth je organizirao poznata čitanja (Six Gallery reading) 1955., gdje se prvi put javno pročitala i Ginsbergova poema Howl. Kratak opis ovog događaja opisao je Jack Kerouac u drugom poglavlju svoje knjige The Dharma Bums iz 1959.
Kada je roman Na cesti objavljen 1957. (napisan je još 1951.), dobio je dobre kritike u New York Times Book Review i postao bestseller. Na taj način su pripadnici Beat generacije postali poznati, željeli to oni ili ne.
William Burroughsov Goli ručak bio je prvi u seriji romana u kojima je pisac koristio žanr znanstvene fantastike, preuzimajući ideje modernističke književnosti. Efekti tog čina utjecali su i na druge pisce znanstvene fantastike što se moglo osjetiti u djelima Michaela Moorcocka, Normana Spinrada, Briana Aldissa i J. G. Ballarda.